# Юнацький чемпіонат Європи з футболу (U-19) 2009 (кваліфікаційний раунд)
Юнацький чемпіонат Європи з футболу (U-19) 2009 (кваліфікаційний раунд) — відбірний етап, що відбувся з 2 жовтня по 27 листопада 2008 року у 13 групах та був першим етапом відбору до чемпіонату Європи 2009.

## Група 1
| Збірна      | І | В | Н | П | ГЗ | ГП | РГ  | О |
| ----------- | - | - | - | - | -- | -- | --- | - |
| Шотландія   | 3 | 2 | 1 | 0 | 10 | 1  | +9  | 7 |
| Угорщина    | 3 | 2 | 0 | 1 | 7  | 1  | +6  | 6 |
| Азербайджан | 3 | 1 | 1 | 1 | 6  | 2  | +4  | 4 |
| Сан-Марино  | 3 | 0 | 0 | 3 | 0  | 19 | −19 | 0 |

| 20 жовтня 2008 |

| Шотландія      | 1 – 1    | Азербайджан  |
| -------------- | -------- | ------------ |
| Макдональд 30' | Протокол | Абдуллаєв 4' |

| Тисауйварош, Тисауйварош Арбітр: Рогалла |

| 20 жовтня 2008 |

| Угорщина                                                       | 6 – 0    | Сан-Марино |
| -------------------------------------------------------------- | -------- | ---------- |
| Делла Валле 11' (авт.) Тамаши 31' Такач 35' Байнер 73' 86' 89' | Протокол |            |

| Вароші, Ньїредьгаза Арбітр: Фернандес |

| 22 жовтня 2008 |

| Шотландія                                                                        | 8 – 0    | Сан-Марино |
| -------------------------------------------------------------------------------- | -------- | ---------- |
| Макдональд 4' 45+2' Расселл 13' 61' Стерлінг 19' (пен.) 30' (пен.) 32' Каррі 90' | Протокол |            |

| Тисауйварош, Тисауйварош Арбітр: Ціммерманн |

| 22 жовтня 2008 |

| Азербайджан | 0 – 1    | Угорщина      |
| ----------- | -------- | ------------- |
|             | Протокол | Літускі 90+3' |

| Вароші, Ньїредьгаза Арбітр: Перес |

| 25 жовтня 2008 |

| Угорщина | 0 – 1    | Шотландія    |
| -------- | -------- | ------------ |
|          | Протокол | Стерлінг 13' |

| Вароші, Ньїредьгаза Арбітр: Кірчетта |

| 25 жовтня 2008 |

| Сан-Марино | 0 – 5    | Азербайджан                                                   |
| ---------- | -------- | ------------------------------------------------------------- |
|            | Протокол | Мамедов 11' Гулієв 14' 18' Гасанов 63' Мустафаєв 90+3' (пен.) |

| Тисауйварош, Тисауйварош Арбітр: Карлос Веласко Карбальйо |

## Група 2
| Збірна    | І | В | Н | П | ГЗ | ГП | РГ | О |
| --------- | - | - | - | - | -- | -- | -- | - |
| Бельгія   | 3 | 2 | 1 | 0 | 9  | 3  | +6 | 7 |
| Естонія   | 3 | 2 | 0 | 1 | 6  | 7  | −1 | 6 |
| Хорватія  | 3 | 1 | 1 | 1 | 7  | 6  | +1 | 4 |
| Казахстан | 3 | 0 | 0 | 3 | 2  | 8  | −6 | 0 |

| 5 жовтня 2008 |

| Бельгія                 | 2 – 1    | Казахстан       |
| ----------------------- | -------- | --------------- |
| Бентеке 12' Де Паув 85' | Протокол | Абдукарімов 80' |

| «Куусалу», Куусалу Арбітр: Константін |

| 5 жовтня 2008 |

| Хорватія  | 1 – 4    | Естонія                            |
| --------- | -------- | ---------------------------------- |
| Токич 86' | Протокол | Алліку 8' 29' Ойамаа 33' Аніер 68' |

| «Кадріорг», Таллінн Арбітр: Стромбергссон |

| 7 жовтня 2008 |

| Хорватія                                                  | 4 – 0    | Казахстан |
| --------------------------------------------------------- | -------- | --------- |
| Антолич 20' Шкворч 50' Абдурахімі 60' Дубков 90+2' (авт.) | Протокол |           |

| «Куусалу», Куусалу Арбітр: Константін |

| 7 жовтня 2008 |

| Естонія | 0 – 5    | Бельгія                                                        |
| ------- | -------- | -------------------------------------------------------------- |
|         | Протокол | Азар 3' Франсуа 24' Де Паув 40' Бентеке 66' (пен.) Кочабаш 73' |

| «Кадріорг», Таллінн Арбітр: Стокс |

| 10 жовтня 2008 |

| Бельгія                    | 2 – 2    | Хорватія                |
| -------------------------- | -------- | ----------------------- |
| Азар 51' (пен.) 74' (пен.) | Протокол | Павлович 38' Шкворч 40' |

| «Куусалу», Куусалу Арбітр: Стокс |

| 10 жовтня 2008 |

| Казахстан      | 1 – 2    | Естонія                 |
| -------------- | -------- | ----------------------- |
| Хижниченко 51' | Протокол | Калдоя 45+1' Алліку 52' |

| «Кадріорг», Таллінн Арбітр: Стромбергссон |

## Група 3
| Збірна  | І | В | Н | П | ГЗ | ГП | РГ | О |
| ------- | - | - | - | - | -- | -- | -- | - |
| Росія   | 3 | 3 | 0 | 0 | 5  | 0  | +5 | 9 |
| Латвія  | 3 | 1 | 1 | 1 | 3  | 4  | −1 | 4 |
| Італія  | 3 | 0 | 2 | 1 | 4  | 5  | −1 | 2 |
| Молдова | 3 | 0 | 1 | 2 | 2  | 5  | −3 | 1 |

| 2 жовтня 2008 |

| Італія                    | 2 – 2    | Латвія                    |
| ------------------------- | -------- | ------------------------- |
| Ромізі 45+2' Петруччі 81' | Протокол | Синельниковс 8' Дубра 49' |

| Районний спортивний комплекс, Оргіїв Арбітр: Нейхюйс |

| 2 жовтня 2008 |

| Росія                           | 2 – 0    | Молдова |
| ------------------------------- | -------- | ------- |
| Кандаріу 9' (авт.) Дмитрієв 90' | Протокол |         |

| Зімбру, Кишинів Арбітр: Малкольм |

| 4 жовтня 2008 |

| Італія              | 2 – 2    | Молдова                 |
| ------------------- | -------- | ----------------------- |
| Мендічіно 22' 90+3' | Протокол | Ворнішел 5' Чептіне 67' |

| Зімбру, Кишинів Арбітр: Айдінус |

| 4 жовтня 2008 |

| Латвія | 0 – 2    | Росія                   |
| ------ | -------- | ----------------------- |
|        | Протокол | Перунов 3' Дмитрієв 59' |

| Районний спортивний комплекс, Оргіїв Арбітр: Маккурт |

| 7 жовтня 2008 |

| Росія               | 1 – 0    | Італія |
| ------------------- | -------- | ------ |
| Григор'єв 2' (пен.) | Протокол |        |

| Районний спортивний комплекс, Оргіїв Арбітр: Нейхюйс |

| 7 жовтня 2008 |

| Молдова | 0 – 1    | Латвія        |
| ------- | -------- | ------------- |
|         | Протокол | Петерсонс 19' |

| Зімбру, Кишинів Арбітр: Айдінус |

## Група 4
| Збірна      | І | В | Н | П | ГЗ | ГП | РГ | О |
| ----------- | - | - | - | - | -- | -- | -- | - |
| Франція     | 3 | 3 | 0 | 0 | 9  | 0  | +9 | 9 |
| Ірландія    | 3 | 2 | 0 | 1 | 3  | 2  | +1 | 6 |
| Мальта      | 3 | 0 | 1 | 2 | 1  | 6  | −5 | 1 |
| Ліхтенштейн | 3 | 0 | 1 | 2 | 1  | 6  | −5 | 1 |

| 21 листопада 2008 |

| Ірландія              | 2 – 0    | Мальта |
| --------------------- | -------- | ------ |
| Макардл 80' Мерфі 88' | Протокол |        |

| Центральний, Та-Калі Арбітр: Вад |

| 21 листопада 2008 |

| Франція                                  | 4 – 0    | Ліхтенштейн |
| ---------------------------------------- | -------- | ----------- |
| Брагімі 18' 77' Базіль 23' Ле Таллек 59' | Протокол |             |

| Центральний, Та-Калі Арбітр: Банарі |

| 23 листопада 2008 |

| Ірландія     | 1 – 0    | Ліхтенштейн |
| ------------ | -------- | ----------- |
| Кліффорд 84' | Протокол |             |

| Центральний, Та-Калі Арбітр: Банарі |

| 23 листопада 2008 |

| Мальта | 0 – 3    | Франція                 |
| ------ | -------- | ----------------------- |
|        | Протокол | Брагімі 11' 45' Гує 59' |

| Центральний, Та-Калі Арбітр: Філіпович |

| 26 листопада 2008 |

| Франція                   | 2 – 0    | Ірландія |
| ------------------------- | -------- | -------- |
| Брагімі 79' Ле Таллек 84' | Протокол |          |

| «Гіберніанс Граунд», Паола Арбітр: Вад |

| 26 листопада 2008 |

| Ліхтенштейн | 1 – 1    | Мальта    |
| ----------- | -------- | --------- |
| Еберле 89'  | Протокол | Велла 61' |

| Центральний, Та-Калі Арбітр: Філіпович |

## Група 5
| Збірна     | І | В | Н | П | ГЗ | ГП | РГ | О |
| ---------- | - | - | - | - | -- | -- | -- | - |
| Норвегія   | 3 | 2 | 0 | 1 | 5  | 3  | +6 | 6 |
| Словенія   | 3 | 2 | 0 | 1 | 7  | 6  | +1 | 6 |
| Словаччина | 3 | 2 | 0 | 1 | 4  | 3  | +1 | 6 |
| Вірменія   | 3 | 0 | 0 | 3 | 3  | 7  | −4 | 0 |

| 10 жовтня 2008 |

| Норвегія                                 | 4 – 2    | Словенія              |
| ---------------------------------------- | -------- | --------------------- |
| Бергет 14' Нортвейт 42' 84' Стокклін 89' | Протокол | Мілеч 24' Баламеа 30' |

| Міський, Птуй Арбітр: Нікола Ріццолі |

| 10 жовтня 2008 |

| Словаччина                                | 3 – 1    | Вірменія      |
| ----------------------------------------- | -------- | ------------- |
| Гульдан 62' Валента 86' Власко 90' (пен.) | Протокол | Тадевосян 28' |

| «Фазанерія», Мурска-Собота Арбітр: Кортні |

| 12 жовтня 2008 |

| Словаччина | 0 – 2    | Словенія             |
| ---------- | -------- | -------------------- |
|            | Протокол | Спреко 65' Берич 70' |

| Спортивний парк, Лендава Арбітр: Де Марко |

| 12 жовтня 2008 |

| Вірменія | 0 – 1    | Норвегія     |
| -------- | -------- | ------------ |
|          | Протокол | Нортвейт 38' |

| Міський, Птуй Арбітр: Маккеон |

| 15 жовтня 2008 |

| Норвегія | 0 – 1    | Словаччина |
| -------- | -------- | ---------- |
|          | Протокол | Власко 20' |

| Спортивний парк, Лендава Арбітр: Таннер |

| 15 жовтня 2008 |

| Словенія                       | 3 – 2    | Вірменія      |
| ------------------------------ | -------- | ------------- |
| Омерович 64' Реп 69' Крхін 78' | Протокол | Ароян 9', 55' |

| «Фазанерія», Мурска-Собота Арбітр: Саккані |

## Група 6
| Збірна     | І | В | Н | П | ГЗ | ГП | РГ | О |
| ---------- | - | - | - | - | -- | -- | -- | - |
| Німеччина  | 3 | 3 | 0 | 0 | 10 | 1  | +9 | 9 |
| Нідерланди | 3 | 2 | 0 | 1 | 8  | 5  | +3 | 6 |
| Литва      | 3 | 1 | 0 | 2 | 4  | 9  | −5 | 3 |
| Люксембург | 3 | 0 | 0 | 3 | 2  | 9  | −7 | 0 |

| 9 жовтня 2008 |

| Нідерланди                               | 4 – 1    | Литва      |
| ---------------------------------------- | -------- | ---------- |
| Вейналдум 12' 53' Педро 17' Стротман 88' | Протокол | Кружна 25' |

| Саар-Мозель, Конц Арбітр: Германсен |

| 9 жовтня 2008 |

| Німеччина                           | 3 – 0    | Люксембург |
| ----------------------------------- | -------- | ---------- |
| Бігальке 10' (пен.) 24' Ессвайн 65' | Протокол |            |

| Мозельштадіон, Трір Арбітр: Георгієв |

| 11 жовтня 2008 |

| Німеччина                                               | 5 – 0    | Литва |
| ------------------------------------------------------- | -------- | ----- |
| Сукута-Пасу 12' 40' Голтбі 15' Бігальке 17' Кірхгоф 54' | Протокол |       |

| Зальмтальштадіон, Зальмталь Арбітр: Гацеган |

| 11 жовтня 2008 |

| Люксембург            | 2 – 3    | Нідерланди                              |
| --------------------- | -------- | --------------------------------------- |
| Педро 28' Жільбер 52' | Протокол | Вейналдум 34' Педро 65' Гейл 80' (авт.) |

| Штад Альфонс Тейс, Есперанж Арбітр: Георгієв |

| 14 жовтня 2008 |

| Німеччина                      | 2 – 1    | Нідерланди |
| ------------------------------ | -------- | ---------- |
| Шюррле 22' Бігальке 84' (пен.) | Протокол | Фер 59'    |

| Мозельштадіон, Трір Арбітр: Германсен |

| 14 жовтня 2008 |

| Люксембург | 0 – 3    | Литва                                 |
| ---------- | -------- | ------------------------------------- |
|            | Протокол | Бабачін 11' Петкус 35' Юозайтіс 90+2' |

| Оп, Менсдорф Арбітр: Гацеган |

## Група 7
| Збірна | І | В | Н | П | ГЗ | ГП | РГ | О |
| ------ | - | - | - | - | -- | -- | -- | - |
| Данія  | 3 | 1 | 2 | 0 | 4  | 3  | +1 | 5 |
| Чехія  | 3 | 1 | 2 | 0 | 2  | 1  | +1 | 5 |
| Грузія | 3 | 0 | 2 | 1 | 2  | 3  | −1 | 2 |
| Кіпр   | 3 | 0 | 2 | 1 | 2  | 3  | −1 | 2 |

| 22 листопада 2008 |

| Чехія     | 1 – 1    | Кіпр         |
| --------- | -------- | ------------ |
| Шурал 63' | Протокол | Піттарас 65' |

| Аммохостос, Ларнака Арбітр: Макдональд |

| 22 листопада 2008 |

| Грузія                   | 2 – 2    | Данія                   |
| ------------------------ | -------- | ----------------------- |
| Какубава 4' Кантарія 29' | Протокол | Бойзен 42' Петерсен 89' |

| Паралімні, Паралімні Арбітр: Шапрон |

| 24 листопада 2008 |

| Чехія | 0 – 0    | Данія |
| ----- | -------- | ----- |
|       | Протокол |       |

| Дасакі, Ахна Арбітр: Брінес |

| 24 листопада 2008 |

| Кіпр | 0 – 0    | Грузія |
| ---- | -------- | ------ |
|      | Протокол |        |

| Макаріо, Нікосія Арбітр: Єннжімі |

| 27 листопада 2008 |

| Грузія | 0 – 1    | Чехія     |
| ------ | -------- | --------- |
|        | Протокол | Шурал 70' |

| Зенон, Ларнака Арбітр: Мюррей |

| 27 листопада 2008 |

| Данія                    | 2 – 1    | Кіпр         |
| ------------------------ | -------- | ------------ |
| Гітк'яєр 65' Нільсен 84' | Протокол | Піттарас 60' |

| Олівер, Ларнака Арбітр: Макдональд |

## Група 8
| Збірна             | І | В | Н | П | ГЗ | ГП | РГ | О |
| ------------------ | - | - | - | - | -- | -- | -- | - |
| Швеція             | 3 | 1 | 2 | 0 | 8  | 4  | +4 | 5 |
| Австрія            | 3 | 1 | 2 | 0 | 6  | 3  | +3 | 5 |
| Північна Македонія | 3 | 1 | 1 | 1 | 3  | 6  | −3 | 4 |
| Ісландія           | 3 | 0 | 1 | 2 | 3  | 7  | −4 | 1 |

| 11 жовтня 2008 |

| Швеція                   | 3 – 3    | Ісландія                                    |
| ------------------------ | -------- | ------------------------------------------- |
| Челик 18' Гельг 43', 89' | Протокол | Сігурдарсон 45', 82' Гудмундссон 55' (пен.) |

| Петров Стадіон, Скоп'є Арбітр: Лі Еванс (Уельс) |

| 11 жовтня 2008 |

| Австрія        | 2 – 2    | Північна Македонія          |
| -------------- | -------- | --------------------------- |
| Дібон 56', 70' | Протокол | Шабані 25' Несторовські 65' |

| Спортарена Бориса Трайковського, Скоп'є Арбітр: Сергій Березка (Україна) |

| 13 жовтня 2008 |

| Швеція                                       | 4 – 0    | Північна Македонія |
| -------------------------------------------- | -------- | ------------------ |
| Торнстранд 17' Судич 60' Гамад 81' Демір 88' | Протокол |                    |

| Петров Стадіон, Скоп'є Арбітр: Сергій Березка (Україна) |

| 13 жовтня 2008 |

| Ісландія | 0 – 3    | Австрія                                |
| -------- | -------- | -------------------------------------- |
|          | Протокол | Драгович 12' Кропфль 37' Вайманн 90+3' |

| Спортарена Бориса Трайковського, Скоп'є Арбітр: Туссен (Люксембург) |

| 16 жовтня 2008 |

| Австрія     | 1 – 1    | Швеція      |
| ----------- | -------- | ----------- |
| Ельшнег 90' | Протокол | Йонссон 31' |

| Петров Стадіон, Скоп'є Арбітр: Туссен (Люксембург) |

| 16 жовтня 2008 |

| Північна Македонія | 1 – 0    | Ісландія |
| ------------------ | -------- | -------- |
| Шабані 68'         | Протокол |          |

| Спортарена Бориса Трайковського, Скоп'є Арбітр: Лі Еванс (Уельс) |

## Група 9
| Збірна            | І | В | Н | П | ГЗ | ГП | РГ  | О |
| ----------------- | - | - | - | - | -- | -- | --- | - |
| Сербія            | 3 | 3 | 0 | 0 | 12 | 2  | +10 | 9 |
| Англія            | 3 | 2 | 0 | 1 | 7  | 5  | +2  | 6 |
| Північна Ірландія | 3 | 1 | 0 | 2 | 4  | 7  | −3  | 3 |
| Албанія           | 3 | 0 | 0 | 3 | 1  | 10 | −9  | 0 |

| 8 жовтня 2008 |

| Сербія                              | 3 – 1    | Північна Ірландія |
| ----------------------------------- | -------- | ----------------- |
| Мілановіч 20' Мілич 24' Алексич 75' | Протокол | Ремсі 90'         |

| Сів’ю, Белфаст Арбітр: Кулбаков |

| 8 жовтня 2008 |

| Англія                                    | 3 – 0    | Албанія |
| ----------------------------------------- | -------- | ------- |
| Дрінквотер 7' Дельфунесо 40' Ленсбері 80' | Протокол |         |

| Шоуграундс, Колрейн Арбітр: Йеч |

| 10 жовтня 2008 |

| Сербія                                             | 5 – 0    | Албанія |
| -------------------------------------------------- | -------- | ------- |
| Медоевич 18' Ляїч 45+2' Крстічич 48' Савич 80' 85' | Протокол |         |

| Шоуграундс, Ньюрі Арбітр: Йеч |

| 10 жовтня 2008 |

| Північна Ірландія | 1 – 3    | Англія                            |
| ----------------- | -------- | --------------------------------- |
| Лоурі 3'          | Протокол | Ленсбері 25' 40' (пен.) Мерфі 84' |

| Віндзор-Парк, Белфаст Арбітр: Ніколаєв |

| 13 жовтня 2008 |

| Англія    | 1 – 4    | Сербія                                          |
| --------- | -------- | ----------------------------------------------- |
| Мозес 28' | Протокол | Крстічич 8' Ляїч 19' Алексич 38' Ігньовські 63' |

| Шоуграундс, Ньюрі Арбітр: Ніколаєв |

| 13 жовтня 2008 |

| Албанія   | 1 – 2    | Північна Ірландія |
| --------- | -------- | ----------------- |
| Балаї 76' | Протокол | Кі 37' О'Кейн 41' |

| Овал, Белфаст Арбітр: Кулбаков |

## Група 10
| Збірна               | І | В | Н | П | ГЗ | ГП | РГ | О |
| -------------------- | - | - | - | - | -- | -- | -- | - |
| Греція               | 3 | 2 | 0 | 1 | 4  | 2  | +2 | 6 |
| Боснія і Герцеговина | 3 | 1 | 2 | 0 | 4  | 3  | +1 | 5 |
| Польща               | 3 | 1 | 1 | 1 | 4  | 5  | −1 | 4 |
| Чорногорія           | 3 | 0 | 1 | 2 | 1  | 3  | −2 | 1 |

| 20 жовтня 2008 |

| Греція          | 1 – 2    | Боснія і Герцеговина         |
| --------------- | -------- | ---------------------------- |
| Пападопулос 76' | Протокол | Ханджич 20' (пен.) Гаджо 44' |

| Кошево, Сараєво Арбітр: Соуза |

| 20 жовтня 2008 |

| Польща                       | 2 – 1    | Чорногорія         |
| ---------------------------- | -------- | ------------------ |
| Зволінський 45' Кухарчик 57' | Протокол | Ольбріх 46' (авт.) |

| Грбавіца, Сараєво Арбітр: Стальгаммар |

| 22 жовтня 2008 |

| Греція      | 1 – 0    | Чорногорія |
| ----------- | -------- | ---------- |
| Кареліс 65' | Протокол |            |

| Грбавіца, Сараєво Арбітр: Кевер |

| 22 жовтня 2008 |

| Боснія і Герцеговина   | 2 – 2    | Польща                       |
| ---------------------- | -------- | ---------------------------- |
| Ханджич 13' 66' (пен.) | Протокол | Стулін 67' (пен.) Холота 76' |

| Кошево, Сараєво Арбітр: Соуза |

| 25 жовтня 2008 |

| Польща | 0 – 2    | Греція                     |
| ------ | -------- | -------------------------- |
|        | Протокол | Гентсоглу 73' Матсукас 87' |

| Грбавіца, Сараєво Арбітр: Кевер |

| 25 жовтня 2008 |

| Чорногорія | 0 – 0    | Боснія і Герцеговина |
| ---------- | -------- | -------------------- |
|            | Протокол |                      |

| Кошево, Сараєво Арбітр: Стальгаммар |

## Група 11
| Збірна    | І | В | Н | П | ГЗ | ГП | РГ  | О |
| --------- | - | - | - | - | -- | -- | --- | - |
| Туреччина | 3 | 3 | 0 | 0 | 9  | 1  | +8  | 9 |
| Румунія   | 3 | 2 | 0 | 1 | 6  | 4  | +2  | 6 |
| Уельс     | 3 | 1 | 0 | 2 | 8  | 6  | +2  | 3 |
| Андорра   | 3 | 0 | 0 | 3 | 0  | 12 | −12 | 0 |

| 10 листопада 2008 |

| Румунія                        | 3 – 2    | Уельс                    |
| ------------------------------ | -------- | ------------------------ |
| Алібек 39' Баттої 73' Рапа 81' | Протокол | Партінгтон 48' Крейг 51' |

| Спорткомплекс Мардан, Анталья Арбітр: Шергенгофер |

| 10 листопада 2008 |

| Туреччина                                      | 4 – 0    | Андорра |
| ---------------------------------------------- | -------- | ------- |
| Айік 44' Сьозен 51' (пен.) Бадчі 71' Торун 88' | Протокол |         |

| Спорткомплекс Мардан, Анталья Арбітр: Марцін Борський |

| 12 листопада 2008 |

| Андорра | 0 – 2    | Румунія               |
| ------- | -------- | --------------------- |
|         | Протокол | Алібек 24' Алексе 35' |

| Спорткомплекс Мардан, Анталья Арбітр: Вадачкорія |

| 12 листопада 2008 |

| Туреччина                   | 3 – 0    | Уельс |
| --------------------------- | -------- | ----- |
| Торун 21' 51' Османоглу 87' | Протокол |       |

| Спорткомплекс Мардан, Анталья Арбітр: Марцін Борський |

| 15 листопада 2008 |

| Румунія    | 1 – 2    | Туреччина                  |
| ---------- | -------- | -------------------------- |
| Алібек 45' | Протокол | Ейлік 17' Торун 32' (пен.) |

| Спорткомплекс Мардан, Анталья Арбітр: Шергенгофер |

| 15 листопада 2008 |

| Уельс                                                                | 6 – 0 | Андорра |
| -------------------------------------------------------------------- | ----- | ------- |
| Ороса 22' (авт.) Тейлор 50' Рока 65' (авт.) Браун 67' 81' 90' (пен.) |       |         |

|  |

## Група 12
| Збірна     | І | В | Н | П | ГЗ | ГП | РГ | О |
| ---------- | - | - | - | - | -- | -- | -- | - |
| Португалія | 3 | 2 | 1 | 0 | 6  | 1  | +5 | 7 |
| Фінляндія  | 3 | 2 | 0 | 1 | 5  | 4  | +1 | 6 |
| Ізраїль    | 3 | 1 | 0 | 2 | 4  | 6  | −2 | 3 |
| Болгарія   | 3 | 0 | 1 | 2 | 3  | 7  | −4 | 1 |

| 14 жовтня 2008 |

| Ізраїль  | 1 – 2    | Фінляндія              |
| -------- | -------- | ---------------------- |
| Гадір 9' | Протокол | Мянтюля 17' Лепола 71' |

| Муніципальний, Марінья-Гранде Арбітр: Кукулакіс |

| 14 жовтня 2008 |

| Португалія | 1 – 1    | Болгарія    |
| ---------- | -------- | ----------- |
| Амадо 86'  | Протокол | Василев 85' |

| Муніципальний, Помбал Арбітр: Страхоня |

| 16 жовтня 2008 |

| Ізраїль                        | 3 – 1    | Болгарія    |
| ------------------------------ | -------- | ----------- |
| Гадір 4' Лотаті 17' Баліті 69' | Протокол | Василев 54' |

| Муніципальний, Назаре Арбітр: Кукулакіс |

| 16 жовтня 2008 |

| Фінляндія | 0 – 2    | Португалія                |
| --------- | -------- | ------------------------- |
|           | Протокол | Гецл 6' (авт.) Камара 28' |

| Муніципальний, Марінья-Гранде Арбітр: Грефе |

| 19 жовтня 2008 |

| Португалія                          | 3 – 0    | Ізраїль |
| ----------------------------------- | -------- | ------- |
| Роча Фонте 49' 76' (пен.) Сімао 85' | Протокол |         |

| Муніципальний, Марінья-Гранде Арбітр: Грефе |

| 19 жовтня 2008 |

| Болгарія  | 1 – 3    | Фінляндія                     |
| --------- | -------- | ----------------------------- |
| Точев 41' | Протокол | Делла Валле 20' 24' Гейні 35' |

| Муніципальний, Помбал Арбітр: Страхоня |

## Група 13
| Збірна            | І | В | Н | П | ГЗ | ГП | РГ | О |
| ----------------- | - | - | - | - | -- | -- | -- | - |
| Іспанія           | 3 | 2 | 0 | 1 | 9  | 2  | +7 | 6 |
| Швейцарія         | 3 | 2 | 0 | 1 | 6  | 3  | +3 | 6 |
| Білорусь          | 3 | 2 | 0 | 1 | 3  | 5  | −2 | 6 |
| Фарерські острови | 3 | 0 | 0 | 3 | 1  | 9  | −8 | 0 |

| 2 жовтня 2008 |

| Іспанія                                              | 5 – 0    | Фарерські острови |
| ---------------------------------------------------- | -------- | ----------------- |
| Акіно 11' 65' Сільва 14' Маріо Гаспар 87' Начо 90+2' | Протокол |                   |

| Трактор, Мінськ Арбітр: Зрнич |

| 2 жовтня 2008 |

| Швейцарія | 1 – 2    | Білорусь                          |
| --------- | -------- | --------------------------------- |
| Вісс 63'  | Протокол | Хлібосолов 71' (пен.) Соловей 77' |

| Міський, Борисов Арбітр: Гулієв |

| 4 жовтня 2008 |

| Швейцарія                            | 3 – 1    | Фарерські острови |
| ------------------------------------ | -------- | ----------------- |
| Шонбахлер 34' Вютріх 38' Мехмеді 69' | Протокол | Олсен 64'         |

| Динамо, Мінськ Арбітр: Зрнич |

| 4 жовтня 2008 |

| Білорусь | 0 – 4    | Іспанія                              |
| -------- | -------- | ------------------------------------ |
|          | Протокол | Меріда 3' 90+1' Акіно 13' Рохела 72' |

| Трактор, Мінськ Арбітр: Ганнес Каасік |

| 7 жовтня 2008 |

| Іспанія | 0 – 2    | Швейцарія            |
| ------- | -------- | -------------------- |
|         | Протокол | Дзуффі 44' Бюхлі 48' |

| Динамо, Мінськ Арбітр: Ганнес Каасік |

| 7 жовтня 2008 |

| Фарерські острови | 0 – 1    | Білорусь              |
| ----------------- | -------- | --------------------- |
|                   | Протокол | Рушницький 56' (пен.) |

| Міський, Борисов Арбітр: Гулієв |

## Треті місця у групах
| Г  | Збірна             | І | В | Н | П | МЗ | МП | РМ | О |
| -- | ------------------ | - | - | - | - | -- | -- | -- | - |
| 5  | Словаччина         | 3 | 2 | 0 | 1 | 4  | 3  | +1 | 6 |
| 13 | Білорусь           | 3 | 2 | 0 | 1 | 3  | 5  | −2 | 6 |
| 1  | Азербайджан        | 3 | 1 | 1 | 1 | 6  | 2  | +4 | 4 |
| 2  | Хорватія           | 3 | 1 | 1 | 1 | 7  | 6  | +1 | 4 |
| 10 | Польща             | 3 | 1 | 1 | 1 | 4  | 5  | −1 | 4 |
| 8  | Північна Македонія | 3 | 1 | 1 | 1 | 3  | 6  | −3 | 4 |
| 11 | Уельс              | 3 | 1 | 0 | 2 | 8  | 6  | +2 | 3 |
| 12 | Ізраїль            | 3 | 1 | 0 | 2 | 4  | 6  | −2 | 3 |
| 9  | Північна Ірландія  | 3 | 1 | 0 | 2 | 4  | 7  | −3 | 3 |
| 6  | Литва              | 3 | 1 | 0 | 2 | 4  | 9  | −5 | 3 |
| 3  | Італія             | 3 | 0 | 2 | 1 | 4  | 5  | −1 | 2 |
| 7  | Грузія             | 3 | 0 | 2 | 1 | 2  | 3  | −1 | 2 |
| 4  | Мальта             | 3 | 0 | 1 | 2 | 1  | 6  | −5 | 1 |